# Nealcidion deletum
Nealcidion deletum là một loài bọ cánh cứng trong họ Cerambycidae.